# 83-я стрелковая дивизия
83-я стрелковая Краснознамённая дивизия — воинское соединение ВС СССР в Великой Отечественной войне.
Сокращённое наименование — 83 сд.
Сформирована 20 февраля 1944 года на базе 61-й и 85-й морских стрелковых бригад, хотя по плану, на 1935 год, мобилизационного развёртывания стрелковых дивизий РККА 2-й очереди, в особый период, должна была быть сформирована на базе 41-й стрелковой дивизии.
В действующей армии с 20 февраля 1944 года по 09 мая 1945 года.
С мая 1944 года дивизия обороняла рубеж к югу от озера Нижнее на кестеньгском направлении. Справа на несколько десятков километров дивизия соседей не имела. Вела на рубеже бои частного характера. В сентябре 1944 года участвовала в преследовании противника на кандалакшском и кестеньгском направлениях.
Осенью 1944 года переброшена на Кандалакшское направление, а затем в составе 31-го стрелкового корпуса переброшена в Заполярье, где заняла позиции во втором эшелоне войск армии. В ходе Петсамо-Киркенесской операции была задействована вторым эшелоном в наступлении в направлении на посёлок Никель, захватывала ГЭС Сариокосоки на реке Нуокса, а после его взятия начала преследование отходящего врага в южном направлении. По окончании операции в боях больше не участвовала, находилась на советско-финской границе до конца войны.
Расформирована по причине демобилизации СССР.

## В составе
| Дата            | Фронт (округ)    | Армия                | Корпус (группа)        | Примечания |
| --------------- | ---------------- | -------------------- | ---------------------- | ---------- |
| 01.03.1944 года | Карельский фронт | 26-я армия           | 31-й стрелковый корпус | —          |
| 01.04.1944 года | Карельский фронт | 26-я армия           | 31-й стрелковый корпус | —          |
| 01.05.1944 года | Карельский фронт | 26-я армия           | 31-й стрелковый корпус | —          |
| 01.06.1944 года | Карельский фронт | 26-я армия           | 31-й стрелковый корпус | —          |
| 01.07.1944 года | Карельский фронт | 26-я армия           | 31-й стрелковый корпус | —          |
| 01.08.1944 года | Карельский фронт | 26-я армия           | 31-й стрелковый корпус | —          |
| 01.09.1944 года | Карельский фронт | 26-я армия           | 31-й стрелковый корпус | —          |
| 01.10.1944 года | Карельский фронт | 26-я армия           | —                      | —          |
| 01.11.1944 года | Карельский фронт | 14-я армия           | 31-й стрелковый корпус | —          |
| 01.12.1944 года | —                | 14-я отдельная армия | 31-й стрелковый корпус | —          |
| 01.01.1945 года | —                | 14-я отдельная армия | 31-й стрелковый корпус | —          |
| 01.02.1945 года | —                | 14-я отдельная армия | 31-й стрелковый корпус | —          |
| 01.03.1945 года | —                | 14-я отдельная армия | 31-й стрелковый корпус | —          |
| 01.04.1945 года | —                | 14-я отдельная армия | 31-й стрелковый корпус | —          |
| 01.05.1945 года | —                | 14-я отдельная армия | 31-й стрелковый корпус | —          |

## Состав
- управление (штаб)
- 11-й стрелковый полк
- 26-й стрелковый полк
- 46-й стрелковый полк
- 588-й артиллерийский полк
- 19-й отдельный истребительно-противотанковый дивизион
- 52-я разведывательная рота
- 6-й сапёрный батальон
- 910-й отдельный батальон связи (1332-я отдельная рота связи)
- 127-й медико-санитарный батальон
- 77-я отдельная рота химической защиты
- 364-я автотранспортная рота
- 101-я полевая хлебопекарня
- 330-й дивизионный ветеринарный лазарет
- 1478-я полевая почтовая станция
- 1664-я полевая касса Госбанка[1]

## Командование дивизии

### Командиры
- Алексеев, Алексей Михайлович (15.02.1944 — 12.03.1944), подполковник;
- Никандров, Николай Ильич (13.03.1944 — 09.05.1945), полковник[2][3]

### Начальник политотдела, он же заместитель командира по политической части
- Беляков Георгий Георгиевич (03.03.1944 — 17.07.1946), подполковник[4]

## Награды
| Награда                | Дата                                                                       | За что награждена |
| ---------------------- | -------------------------------------------------------------------------- | --- |
| Орден Красного Знамени | награждена указом Президиума Верховного Совета СССР от 14 ноября 1944 года | за образцовое выполнение заданий командования в боях с немецкими захватчиками, за освобождение района Никель, Ахмалахти, Сальмиярви и проявленные при этом доблесть и мужество |